# The Rehearsal (Fernsehserie)
The Rehearsal ist eine amerikanische Doku-Comedy-Fernsehserie, die von Nathan Fielder entwickelt, geschrieben und inszeniert wurde und in der er die Hauptrolle spielt. Sie wurde am 15. Juli 2022 erstmals in den Vereinigten Staaten auf HBO ausgestrahlt und von der Kritik gelobt. In Deutschland begann die Ausstrahlung der ersten Staffel am 1. Dezember 2022 auf WOW und Sky GO. Die zweite Staffel wurde 2025 ausgestrahlt.

## Handlung
In The Rehearsal hilft Nathan Fielder, eine fiktionalisierte Version seiner selbst, gewöhnlichen Menschen, bevorstehende schwierige Gespräche oder Lebensereignisse zu proben. Hierfür baut er Filmsets und engagiert Schauspieler, die reale Personen verkörpern. Die Situationen können trivial sein, wie das Eingeständnis einer Lüge in Bezug auf den Bildungsweg, oder komplexer, wie die Erziehung eines Kindes. Fielder gibt aufwändige Nachbildungen realer Umgebungen in Auftrag, in denen jedes Detail nachgebildet ist, und engagiert Schauspieler, die diese Kulissen bevölkern und mit seinen Kunden verschiedene Dialogbäume Dutzende Male üben, um sie auf alle Variablen vorzubereiten. Die Informationen, die für die Ausbildung der Schauspieler und den Bau der Kulissen verwendet werden, werden oft ohne das Wissen der Probanden gesammelt, dieser Aspekt wird jedoch oft mit einem komödiantischen Effekt gespielt.
In der zweiten Staffel legt Fielder den Fokus auf komplexere gesellschaftliche und systemische Kommunikationsprobleme, vor allem in der Luftfahrt. Er analysiert unter anderem das Verhältnis zwischen Piloten und die Auswirkungen fehlerhafter Kommunikation auf die Sicherheit. Dazu baut er große Teile eines Flughafenterminal nach und inszeniert realitätsnahe Szenarien wie Flugzeugabstürze. Parallel dazu thematisiert Fielder seine sozialen Unsicherheiten.

## Produktion
Die Prämisse für The Rehearsal entwickelte sich aus Fielders Serie Nathan for You. In Vorbereitung auf die frühere Serie spielten Fielder und sein Team Szenarien durch, um vorherzusagen, wie reale Menschen auf seine lächerlichen Vorschläge reagieren würden – eine Übung, die sich oft als ungenau erwies. Fielder ließ sich von der Vergeblichkeit des menschlichen Drangs, die eigene Zukunft zu kontrollieren, inspirieren, was er „wirklich lustig“ fand.
Ein Teil des Humors in The Rehearsal stammt von den extravaganten Kulissen. In der ersten Folge baut Fielder ein perfektes Duplikat der Bar, in der das schwierige Gespräch des Probanden stattfinden soll. Er baut auch ein Duplikat des Hauses der Testperson, um ihr erstes Gespräch zu üben.
Am 19. August 2022 verlängerte HBO die Serie für eine zweite Staffel.

## Veröffentlichung

### Vereinigte Staaten
Die Serie wurde erstmals 2019 im Rahmen von Fielders Vertrag mit HBO angeteasert. Der Titel The Rehearsal wurde im Juni 2021 enthüllt. Im Juni 2022 wurde ein Teaser Trailer veröffentlicht, und das Veröffentlichungsdatum bekannt gegeben. Die erste Staffel wurde vom 15. Juli 2022 bis zum 19. August 2022 gesendet.
Die zweite Staffel wurde vom 20. April bis 25. Mai 2025 ausgestrahlt.

### Deutschland
Die komplette erste Staffel wird in Deutschland seit dem 1. Dezember 2022 bei WOW und Sky GO angeboten. Zwischen dem 2. und 16. Dezember 2022 liefen die sechs Episoden bei Sky Comedy.

## Episodenliste

### Staffel 1
| Nr. (ges.) | Nr. (St.) | Deutscher Titel          | Originaltitel         | Erstausstrahlung USA | Deutschsprachige Erstveröffentlichung (D) | Regie          | Drehbuch                                         | Zuschauer (USA) |
| --- | --------- | ------------------------ | --------------------- | -------------------- | ----------------------------------------- | -------------- | ------------------------------------------------ | --------------- |
| 1 | 1         | Testlauf fürs Leben      | Orange Juice, No Pulp | 15. Juli 2022        | 1. Dez. 2022                              | Nathan Fielder | Nathan Fielder                                   | 0,055 Mio.      |
| Nathan Fielder hilft Kor Skeete, einem von Trivia-Fragen besessenen New Yorker, der seinem Pubquizteam in einer Bar gestehen will, dass er gelogen hat, als er sagte, er habe einen Master-Abschluss. Nathan enthüllt eine ausgeklügelte Probemethode, bei der ein Schauspieler (K. Todd Freeman) einen „falschen Kor“ spielt. Um Kor zu helfen, das schwierige Gespräch mit seiner Freundin Tricia zu proben, simuliert Nathan den Trivia-Quiz-Abend mit einer falschen Tricia in einer originalgetreuen Nachbildung der Alligator Lounge, einer Bar in Brooklyn. Kor überwindet seine Ängste und legt vor der echten Tricia ein Geständnis ab, das diese mit Verständnis erwidert. Nachdem Kor das Quiz dank Nathans Trickserei gewonnen hat, ist Nathan besorgt, wie die Leute auf seine Täuschungen reagieren werden. |           |                          |                       |                      |                                           |                |                                                  |                 |
| 2 | 2         | Eltern auf Probe         | Scion                 | 22. Juli 2022        | 1. Dez. 2022                              | Nathan Fielder | Nathan Fielder, Carrie Kemper & Eric Notarnicola | 0,056 Mio.      |
| Fielder entwickelt eine Probe für Angela, eine Frau, die über eine Mutterschaft nachdenkt. Fielder engagiert Kinderdarsteller, um die Adoption und Pflege eines Babys zu simulieren, und bringt sie in einem gemieteten Farmhaus im ländlichen Oregon unter. Aufgrund der Kinderschutzgesetze von Oregon muss Fielders Team das Baby alle vier Stunden heimlich austauschen und es nachts durch ein Roboterbaby ersetzen. Auf der Suche nach einem simulierten Ehemann trifft sich Angela mit Robbin, einem von der Numerologie besessenen Mann, der mit Angela Sex haben will, obwohl sie als gläubige Christin gegen vorehelichen Sex ist. Als Robbin das Projekt wegen des unaufhörlichen Schreiens des Roboterbabys aufgibt, bringt sich Fielder als Angelas nicht-romantischer Co-Elternteil in das Experiment ein. |           |                          |                       |                      |                                           |                |                                                  |                 |
| 3 | 3         | Bruderzwist              | Gold Digger           | 29. Juli 2022        | 1. Dez. 2022                              | Nathan Fielder | Nathan Fielder, Carrie Kemper & Eric Notarnicola | 0,117 Mio.      |
| Fielder und Angela beschleunigen ihre Erziehungsprobe mit drei- und dann sechsjährigen Schauspielern, die ihren falschen Sohn „Adam“ darstellen. Angela weigert sich, an Halloween teilzunehmen, weil sie an satanische Verschwörungen glaubt. Fielder gleicht seine elterlichen Pflichten mit einer Probe für Patrick aus, einen Mann, der seinen Bruder mit dem Testament ihres verstorbenen Großvaters konfrontieren will, das Patrick verbietet, Geld zu erben, wenn er mit einer „Goldgräberin“ zusammen ist. Die Probe findet in einem nachgebauten Raising Cane's-Restaurant in einem Lagerhaus neben der umgesiedelten Alligator Lounge statt. Um echte Emotionen in die Probe zu bringen, inszeniert Fielder ein Szenario, um Patrick davon zu überzeugen, dass er vergrabenes Gold vom Großvater von Isaac, dem Schauspieler, der Patricks Bruder spielt, erben könnte. Nachdem Patrick während einer Probe einen emotionalen Durchbruch erlebt hat, verlässt er die Produktion und kehrt nicht mehr zurück. Fielder erzählt, dass er neidisch ist, dass es manchen Menschen leicht fällt, sich selbst zu betrügen, während er über seine falsche Familie nachdenkt. |           |                          |                       |                      |                                           |                |                                                  |                 |
| 4 | 4         | Die Fielder-Methode      | The Fielder Method    | 5. Aug. 2022         | 1. Dez. 2022                              | Nathan Fielder | Nathan Fielder, Carrie Kemper & Eric Notarnicola | 0,087 Mio.      |
| Um Schauspieler für seine Proben zu rekrutieren, eröffnet Fielder ein Schauspielstudio in Los Angeles, in dem er die „Fielder-Methode“ unterrichtet, die darin besteht, ahnungslose Personen heimlich zu beobachten und zu imitieren. Da er sich seiner eigenen Leistung nicht sicher ist, stellt Fielder den Unterricht mit Schauspielern und einem falschen Fielder als Lehrer nach, während der echte Fielder die Rolle von Thomas, einem Schüler, spielt. Fielder lässt seine Schüler in das Leben anderer Menschen eintauchen, während er selbst in das Leben von Thomas eintaucht und sogar in dessen Haus wohnt. Fielder kehrt nach Oregon zurück, wo sein „Sohn“, Adam, inzwischen ein Teenager ist. Fielder und Joshua, der Schauspieler, der Adam spielt, beschließen, dass Adam aus Verärgerung über seinen abwesenden Vater ausrasten und ein Drogenproblem entwickeln sollte, eine Situation, die Angelas eigene Vergangenheit widerspiegelt. Adam erleidet eine Überdosis und wird von Nothelfern, gespielt von Thomas und einem anderen Absolventen der Fielder-Methode, versorgt. Nachdem er von zu Hause weggelaufen ist, verwandelt sich der 15-jährige Adam wieder in einen 6-Jährigen, da Nathan plant, die früheren Jahre seines Sohnes wieder zu erleben.                                                                                              |           |                          |                       |                      |                                           |                |                                                  |                 |
| 5 | 5         | Apocalypto               | Apocalypto            | 12. Aug. 2022        | 1. Dez. 2022                              | Nathan Fielder | Nathan Fielder, Carrie Kemper & Eric Notarnicola | 0,069 Mio.      |
| Fielder beschließt, sein eigenes Durchsetzungsvermögen in Beziehungen zu testen, indem er Angela wegen der religiösen Erziehung ihres Sohnes zur Rede stellt. Angela, eine glühende Christin, weigert sich, Adam in Fielders jüdischem Glauben aufwachsen zu lassen, sodass Fielder seinen Sohn unter dem Vorwand des Schwimmunterrichts heimlich zum Unterricht bei einem Lehrer für Judentum bringt. Auf der Suche nach Trost außerhalb des Hauses öffnet Fielder seine nachgebaute Alligator Lounge unter dem Namen Nate’s Lizard Lounge für die Öffentlichkeit. Die Co-Eltern streiten sich über einen Comedy-Sketch, in dem der sechsjährige Adam als „Dr. Fart“ auftritt, und einen Witz über das Essen von Fäkalien, den Angela für eine satanische Praxis hält. Fielder probt die Konfrontationen mit einer falschen Angela, und in einem Szenario kritisiert sie Fielders emotionale Distanz und stellt die Ethik der gesamten Produktion infrage. In der echten Konfrontation beschließt Angela jedoch einfach, die Probe abzubrechen. Fielder fährt fort, Adam zu erziehen, jetzt als Alleinerziehender. |           |                          |                       |                      |                                           |                |                                                  |                 |
| 6 | 6         | Ich bin nicht dein Daddy | Pretend Daddy         | 19. Aug. 2022        | 1. Dez. 2022                              | Nathan Fielder | Nathan Fielder, Carrie Kemper & Eric Notarnicola | 0,117 Mio.      |
| Fielder veranstaltet eine Party zum neunten Geburtstag von Adam, sieht sich aber mit einem Problem konfrontiert, als Remy, einer der Kinderschauspieler, die Adam im Alter von sechs Jahren gespielt haben, sich an Fielder hängt und ihn auch nach seinen Szenen „Papa“ nennt. Die Mutter von Remy erklärt, dass ihr Sohn vielleicht Schwierigkeiten hat, den Unterschied zwischen Schauspiel und Realität zu verstehen. Um herauszufinden, was schiefgelaufen ist, wiederholt Fielder Remys Szenen mit verschiedenen Schauspielern, darunter Liam (ein neunjähriger Adam-Darsteller), ein erwachsener Schauspieler und eine Schaufensterpuppe. Dann erkundet er, was passiert wäre, wenn Angela bei ihm geblieben wäre, und trifft sich mit der echten Angela, die ihn auffordert, sich selbst zu vergeben, wie es ihr religiöser Glaube verlangt. In dem Versuch, die Verbindung zwischen Eltern und Kind wirklich zu verstehen, inszeniert Fielder ein neues Szenario, in dem er Remys Mutter Amber ist und Liam Remy darstellt. Sie stellen die Erfahrung nach, die sie bei The Rehearsal gemacht haben, als sie sich an den „Scheinvater“ Fielder hängten. Nachdem sie zu der emotionalen Erkenntnis gelangt sind, dass sie die Show nicht hätten machen sollen, bricht Fielder als Amber scheinbar mit seiner Rolle und sagt dem falschen Remy: „Ich bin dein Vater.“ |           |                          |                       |                      |                                           |                |                                                  |                 |

### Staffel 2
| Nr. (ges.) | Nr. (St.) | Deutscher Titel | Originaltitel  | Erstausstrahlung USA | Deutschsprachige Erstveröffentlichung (D) | Regie          | Drehbuch                                                            | Zuschauer (USA) |
| --- | --------- | --------------- | -------------- | -------------------- | ----------------------------------------- | -------------- | ------------------------------------------------------------------- | --------------- |
| 7 | 1         | –               | Gotta Have Fun | 20. Apr. 2025        | –                                         | Nathan Fielder | Nathan Fielder, Carrie Kemper, Adam Locke-Norton & Eric Notarnicola | 0,129 Mio.      |
| Fielder untersucht Aufzeichnungen von Flugzeugen, in denen sich der erste Offizier eingeschüchtert fühlt, um den Kapitän herauszufordern, was zu tödlichen Abstürzen aufgrund von Pilotenfehlern führt. Er diskutiert dies mit John Goglia, einem ehemaligen Mitglied des National Transportation Safety Board, der einst Rollenspielsimulationen zur Verbesserung der Pilotenkommunikation empfohlen hatte. Fielder sieht sich in dem Dilemma, dass er sein „einigermaßen aufrichtiges“ Bemühen um die Verbesserung der Flugsicherheit gegen die Erwartungen abwägen muss, dass er eine Comedy-Show macht. Fielder trifft sich mit Moody, einem Ersten Offizier einer Fluggesellschaft, der bereit ist, an den Simulationen teilzunehmen. Die Fluggesellschaften verweigern jedoch den Zugang, also baut Fielder einen Teil des Terminals des George Bush Intercontinental Airport in Houston nach, der mit Schauspielern besetzt ist, die mit der Fielder-Methode echte Mitarbeiter imitieren. Dort spielt Moody die Interaktionen mit einem Schauspieler, der einen Flugkapitän spielt. Um Moodys Durchsetzungsvermögen zu testen, arrangiert Fielder ein Gespräch zwischen Moody und seiner Freundin Cindy, einer Starbucks-Barista, von der er befürchtet, dass sie von Kunden angebaggert wird. Sie konfrontieren ihre Beziehungsprobleme in einem simulierten Cockpit, in dem Cindy als Kapitän verkleidet ist, eine Übung, die unangenehm endet.                                                                 |           |                 |                |                      |                                           |                |                                                                     |                 |
| 8 | 2         | –               | Star Potential | 27. Apr. 2025        | –                                         | Nathan Fielder | Nathan Fielder, Carrie Kemper, Adam Locke-Norton & Eric Notarnicola | 0,111 Mio.      |
| Fielder erfindet Wings of Voice, eine gefälschte Gesangswettbewerbsshow, in der er die Co-Piloten von Fluggesellschaften testet, indem er sie bittet, die Kandidaten zu beurteilen und abzulehnen, die zum Vorsingen antreten. Das Szenario ist inspiriert von einem emotional anstrengenden Job, den Fielder selbst einmal als Juniorproduzent bei Canadian Idol ausgeübt hat. Nachdem Fielder die abgelehnten Kandidaten gebeten hat, die Leistung ihrer Jury zu beurteilen, versucht er, Mara’D, die Co-Pilotin mit der höchsten Sympathiewertung, nachzuahmen. Mara’D demonstriert ihre Fähigkeit, unerwünschte persönliche Aufmerksamkeit von Jeff abzulenken, einem Flugkapitän, der aus zahlreichen Dating-Apps verbannt wurde. Fielder erforscht auch sein eigenes Versagen, den Streamingdienst Paramount+ mit Nachdruck zu konfrontieren, weil dieser die Episode Horseback Riding / Man Zone von Nathan for You entfernt hat, nachdem der Gaza-Krieg im Jahr 2023 begann und Antisemitismus als „sensibles“ Thema eingestuft wurde. Um seine Versuche fortzusetzen, aufrichtig zu wirken, hält Nathan eine inspirierende Rede an ein Mädchen im Teenageralter, das beim Casting abgelehnt wurde. |           |                 |                |                      |                                           |                |                                                                     |                 |
| 9 | 3         | –               | Pilot’s Code   | 4. Mai 2025          | –                                         | Nathan Fielder | Nathan Fielder, Carrie Kemper, Adam Locke-Norton & Eric Notarnicola | 0,085 Mio.      |
| Fielder hilft Bogdan und Monique, einem Paar, das seinen verstorbenen Hund Achilles geklont hat, aber unzufrieden damit ist, dass die Klone sich anders verhalten. Fielder bringt die geklonten Hunde in eine Filmset-Nachbildung der Umgebung des ursprünglichen Achilles im Jahr 2011. Indem er dieses Konzept auf menschliches Verhalten anwendet, benutzt Fielder sich selbst als Testperson, um die Persönlichkeit des heldenhaften Piloten Chesley „Sully“ Sullenberger nachzubilden. In einer Simulation, die, wie Fielder zugibt, „seltsam“ erscheinen mag, durchlebt er Teile von Sullys Leben seit seiner Kindheit, die mit überdimensionalen Kulissen, Puppen, Stelzenläufern und Robotern nachgestellt werden. Nach eingehender Lektüre von Sullys Memoiren glaubt Fielder, dass Sully es vermied, über seine emotionalen Konflikte zu sprechen und Musik auf seinem iPod hörte, um mit unterdrückten Gefühlen fertig zu werden. Fielder stellt die Theorie auf, dass Sully während der Notwasserung des US-Airways-Flugs 1549 Bring Me to Life von einer seiner Lieblingsbands Evanescence gehört haben könnte. |           |                 |                |                      |                                           |                |                                                                     |                 |
| 10 | 4         | –               | Kissme         | 11. Mai 2025         | –                                         | Nathan Fielder | Nathan Fielder, Carrie Kemper, Adam Locke-Norton & Eric Notarnicola | 0,102 Mio.      |
| Um die zwischenmenschliche Kommunikation mit Piloten zu erforschen, beginnt Fielder ein Projekt mit Colin, einem Kopiloten, dem es schwerfällt, ein Date zu haben. Fielder führt eine Übung ein, die er „The Pack“ nennt, bei der eine Gruppe von Schauspielern Colin umgibt und seine Handlungen nachahmt, während er romantische Begegnungen simuliert. Fielder ermutigt die Schauspieler im Rudel heimlich, Colin im echten Leben anzusprechen, wenn sie sich wirklich zu ihm hingezogen fühlen. Colin verabredet sich mit einer der Schauspielerinnen namens Emma, und Fielder kreiert fünf Kopien des Paares, um ihre Beziehung zu proben. Die Schauspielerpaare werden ermutigt, mithilfe einer Intimitätskoordinatorin das Küssen zu improvisieren. Als die Beziehung von Colin und Emma beim Lesen der Signale für den ersten Kuss ins Stocken gerät, lässt Fielder die beiden eine fiktive Szene spielen, die mit einem Kuss endet, und erklärt, dass die Kunst des Schauspielens den Menschen die Erlaubnis gibt, Dinge zu tun, die sie normalerweise nicht tun würden. |           |                 |                |                      |                                           |                |                                                                     |                 |
| 11 | 5         | –               | Washington     | 18. Mai 2025         | –                                         | Nathan Fielder | Nathan Fielder, Carrie Kemper, Adam Locke-Norton & Eric Notarnicola | 0,079 Mio.      |
| Fielder probt eine Anhörung vor dem Unterausschuss für Luftfahrt des Kongresses, bei der er seine Erkenntnisse über die Kommunikation von Piloten vorstellt. Als Komiker fällt es Fielder schwer, vor dem Kongress ernsthaft aufzutreten. Deshalb beschließt er, den Online-Diskurs darüber zu betonen, wie die erste Staffel von The Rehearsal auf die Erfahrungen von Autisten einging. Er hofft, ein Treffen mit dem Kongressabgeordneten Steve Cohen zu erreichen, einem Interessenvertreter von Autisten und ranghöchstem Mitglied des Unterausschusses für Luftfahrt. Fielder schmeichelt sich bei Doreen Granpeesheh vom Center for Autism and Related Disorders (Zentrum für Autismus und verwandte Störungen) ein, um sich als „Vordenker“ auf diesem Gebiet zu positionieren, obwohl er versucht, jede Andeutung, dass er selbst Autist sein könnte, abzuwehren. Er geht in das Büro des Kongressabgeordneten Cohen, ohne zu proben, und schlägt vor, dass Piloten vor jedem Flug an einer Schauspielübung teilnehmen sollten, die den ersten Offizieren psychologisch die Erlaubnis geben würde, im Falle einer Krise das Wort zu ergreifen. Cohen ist davon nicht überzeugt und schlägt vor, dass solche Übungen in das Ermessen der einzelnen Fluggesellschaften gestellt werden sollten. |           |                 |                |                      |                                           |                |                                                                     |                 |
| 12 | 6         | –               | My Controls    | 25. Mai 2025         | –                                         | Nathan Fielder | Nathan Fielder, Carrie Kemper, Adam Locke-Norton & Eric Notarnicola | 0,088 Mio.      |
| Über zwei Jahre hinweg erwirbt Fielder eine kommerzielle Pilotenlizenz und trainiert in einem Simulator, eine Boeing 737 zu fliegen. Obwohl er bisher nicht erfahren genug ist, um die Lizenz zum Führen von Linienflügen zu erhalten, darf Fielder mit seiner Fluglizenz Passagiere fliegen und rekrutiert eine ganze Kabine von Schauspielern, die bereit sind, einen regulären Linienflug zu simulieren. Da Piloten ihre psychische Verfassung offenlegen müssen, unterzieht sich Fielder einem fMRI-Gehirnscan, um möglicherweise Angstzustände und Autismus zu erkennen. Aus Angst, dass sein Flug gestrichen werden könnte, behauptet Fielder, diese Krankheiten nicht zu haben, bevor er seine Testergebnisse erfährt. Um Probleme bei der Kommunikation mit dem Piloten zu dokumentieren, filmt sich Fielder im Cockpit mit seinem ersten Offizier Aaron, einem erfahrenen Piloten, der Fernsehproduzent werden möchte. Fielder fliegt die 737 erfolgreich vom San Bernardino International Airport zur Grenze von Nevada und wieder zurück und wird von den Schauspielern mit Applaus bedacht. Dieser Flug wurde von einigen als „Das Wunder über der Mojave“ bezeichnet. Später erzählt Fielder, dass er gelegentlich als Überführungspilot für ein Luftfahrtunternehmen arbeitet, das 737-Flugzeuge in die ganze Welt verlegt, und er sich scheinbar weigert, die Ergebnisse seines Gehirnscans zu erfahren. Er behauptet, es gehe ihm gut, denn „niemand darf ins Cockpit, wenn mit ihm etwas nicht stimmt“. |           |                 |                |                      |                                           |                |                                                                     |                 |

## Rezeption

### Kritiken
Die Serie wurde von den Kritikern gelobt und von einigen als eine der besten neuen Serien des Jahres 2022 bezeichnet. Der Review-Aggregator Rotten Tomatoes meldete für die erste Staffel eine 95-prozentige Zustimmung mit einer durchschnittlichen Bewertung von 9,4/10 auf der Grundlage von 58 Kritikerbewertungen. Der Konsens der Kritiker auf der Website lautet: „The Rehearsal gibt Nathan Fielder freie Hand, um seine absurde Komödie bis an die Grenze zu treiben, die er sogar noch weiter überschreitet, und zwar mit todesmutiger Gelassenheit in seiner vielleicht bisher unbequemsten komischen Leistung.“ Metacritic, das einen gewichteten Durchschnitt verwendet, vergab eine Punktzahl von 86 von 100 auf der Grundlage von 23 Kritiken, was auf „allgemeine Zustimmung“ hinweist.
The Rehearsal erschien in den Jahresbestenlisten zahlreicher „Best of 2022“-Listen, unter anderem bei Far Out, IndieWire, The Ringer und ScreenCrush.
Für die zweite Staffel meldete Rotten Tomatoes eine Zustimmung von 97 %, basierend auf 39 Kritikerbewertungen. Der Konsens der Kritiker auf der Website lautet: „Keine Angst, Nathan Fielder ist hier, um die Sicherheit von Flugreisen zu verbessern und seine frustrierte Suche nach menschlichen Beziehungen in einer zweiten Staffel fortzusetzen, die genauso dreist, krass und wahnsinnig witzig ist wie die erste.“ Metacritic vergab eine Punktzahl von 87 von 100 auf der Grundlage von 21 Kritiken, was auf „allgemeine Zustimmung“ hinweist.

### Analyse
In der Kritik der New York Times schrieb James Poniewozik, dass „die Show einen philosophischen Kern hat: Ist es jemals möglich, eine andere Person wirklich zu verstehen?“ Alissa Wilkinson von Vox nannte die Show ebenfalls „eine ausgezeichnete Erinnerung daran, dass wir viel weniger über andere wissen, als wir glauben“, und verglich sie mit den Schriften von Leslie Jamison und Martin Buber.
Die Verwischung von Simulation und Realität in der Serie hat Vergleiche mit dem Charlie-Kaufman-Film Synecdoche, New York und dem Tom-McCarthy-Roman Remainder hervorgerufen. Die Serie wurde als geistiger Nachfolger von Nathan for You beschrieben, da beide Serien die Prämisse teilen, dass Fielder durchschnittlichen Menschen auf humorvolle Weise hilft. Vulture beschrieb Fielders „Bereitschaft, Menschen zu verarschen“ und sie in Situationen zu bringen, die sie in Verlegenheit bringen oder sie dazu bringen könnten, Dinge zu tun, die nicht ihrem Charakter entsprechen, als den roten Faden seiner Arbeit.
In einer Rezension für The New Yorker bezeichnete der Kritiker Richard Brody die Serie als unaufrichtig, da sie die „Bereitschaft, Menschen zu verarschen“ zu weit treibe. Brody behauptete, dass Fielder sich zwar darauf konzentriere, Kontrolle über seine Probanden auszuüben, sein „grausamer und arroganter Blick“ aber die komödiantischen und dramatischen Elemente der Serie überschatte.
Viele Kritiker sahen in der Show eine Kritik an der ausbeuterischen und unaufrichtigen Natur des Reality-TVs. Der Schriftsteller Israel Daramola von der Los Angeles Review of Books nannte sie „einen Kommentar zur […] inhärenten Falschheit des Reality-TVs sowie zu den Fehlern und Einschränkungen des Schauspiels als Darstellung des wirklichen Lebens“.
Die zentrale Idee der Serie, soziale Interaktionen zu proben und aufzuführen, fand bei vielen autistischen Zuschauern Anklang, die darin eine Analogie zum Masking sahen. Variety-Autor Daniel D'Addario hob die ultimative Botschaft der Serie hervor, dass „wir alle ständig etwas aufführen“.
Für Rafael Dernbach von Zeit Online probt Fielder mit Menschen belastende Lebenssituationen, um ihnen zu helfen, sich diesen Ängsten stark und vorbereitet zu stellen. Fielder simuliert mit eindrucksvoller Detailtreue verschiedene Szenarien, was zu surrealen und zugleich tiefgründigen Erkenntnissen über zwischenmenschliche Beziehungen führt. Die Serie reflektiert auf humorvolle Weise über das Streben nach Kontrolle über die eigene Zukunft und die damit verbundenen Ängste. Dernbach zieht eine Verbindung zur Philosophin Mirjam Schaub, die beschrieb, dass hinter jedem Gedankenexperiment, eine Kontrollfantasie lauere. In seinen Simulationen verdeutlicht The Rehearsal genau diese Zusammenhänge zwischen Vorstellungskraft und Experiment.
Shirley Li von The Atlantic lobt The Rehearsal als ebenso unvorhersehbar wie tiefgründig. Die zweite Staffel der Pseudo-Dokuserie, in der Nathan Fielder reale Situationen aufwendig inszeniert, um Menschen bei schwierigen Entscheidungen zu helfen, entwickle sich zunehmend zur Selbstbefragung des Machers selbst. Unter dem Vorwand, Kommunikationsprobleme unter Piloten analysieren zu wollen, inszeniert Fielder absurde, aber emotional aufgeladene Szenen – etwa, wie er das Leben von Chesley „Sully“ Sullenberger nachstellt. Dabei verschwimme der Anspruch auf Realismus mit Fielder Wunsch, ernst genommen zu werden. Die Serie sei zugleich eine Satire, ein Selbstexperiment und eine tragikomische Auseinandersetzung mit Authentizität, Verantwortung und der Frage, ob echte Hilfe ohne Ironie möglich ist. Fielders Hang zur Grenzüberschreitung kann als Teil seiner Suche nach Sinn und Selbstverständnis interpretiert werden.
Laut Frazier Tharpe von GQ zählt The Rehearsal zur besten Fernsehunterhaltung des Jahrzehnts. Besonders hervorgehoben wird die Unvorhersehbarkeit der Fernsehserie, die sich bewusst jeder narrativen Konvention entzieht. Fielder gelinge es in der zweiten Staffel, die ohnehin ambitionierte erste noch zu übertreffen – etwa durch absurde, zugleich tiefgründige Inszenierungen wie seine wochenlange Darstellung von Flugkapitän Sullenberger. Obwohl die Staffel scheinbar dem Thema Flugzeugsicherheit gewidmet ist, sei dies vor allem ein Vorwand für Fielder, persönliche Konflikte und gesellschaftliche Konstrukte zu hinterfragen. Tharpe betont Fielders Fähigkeit, aus grotesken Szenarien echte emotionale Tiefe zu schöpfen, und lobt den radikalen, oft verstörenden Stil der Serie als wegweisend für das Medium Fernsehen.

### Auszeichnungen
| Auszeichnung                   | Jahr | Kategorie                                   | Empfänger                                                                                   | Ergebnis  | Beleg  |
| ------------------------------ | ---- | ------------------------------------------- | ------------------------------------------------------------------------------------------- | --------- | ------ |
| Cinema Eye Honors              | 2022 | Heterodox Award                             | Nathan Fielder                                                                              | Nominiert | [ 29 ] |
| Independent Spirit Awards      | 2023 | Beste nicht-fiktionale oder Dokumentarserie | Nathan Fielder, Dave Paige, Dan McManus, Christie Smith, Carrie Kemper und Eric Notarnicola | Gewonnen  | [ 30 ] |
| Gotham Independent Film Awards | 2022 | Beste Dokumentarserie                       | Nathan Fielder, Dave Paige, Dan McManus und Christie Smith                                  | Nominiert | [ 31 ] |